# 諸聖站
諸聖站（英語：All Saints DLR station）是碼頭區輕鐵的一個車站，位於倫敦波普勒。車站名稱來自於附近的諸聖教堂。車站處曾有一座名為波普勒站的火車站。2009年，信佳集團宣布將增加諸聖站的發車頻率。

## 外部連結
- Docklands Light Railway website - All Saints station page （页面存档备份，存于）
- Map of Poplar, 1885 （页面存档备份，存于）
- Photograph of the platform at All Saints